# Südamerikanische Formel-4-Meisterschaft 2015
Die südamerikanische Formel-4-Meisterschaft 2015 (offiziell Fórmula 4 Sudamericana 2015) war die zweite Saison der südamerikanischen Formel-4-Meisterschaft. Die Meisterschaft fand in Uruguay, Argentinien und Brasilien statt. Es gab 17 Rennen. Die Saison begann am 23. Mai in El Pinar, Uruguay und endete am 6. Dezember in Londrina, Brasilien.

## Fahrer
Alle Fahrer verwendeten das Signatech-Chassis FR1.6, den 1,8-Liter-E.torQ-Saugmotor von Fiat und Reifen von Pirelli.
| Auto # | Fahrer               | Rennwochenende | Quelle |
| ------ | -------------------- | -------------- | ------ |
| 03     | André Pedralli       | 7–8            |        |
| 07     | Federico Iribarne    | 3–6            |        |
| 09     | Francisco Cammarota  | 2              |        |
| 10     | Juan Cruz Acosta     | 6              |        |
| 11     | Agustín Lima Capitao | 1              |        |
| 12     | Leandro Guedes       | Alle           |        |
| 20     | Rodrigo Pflucker     | Alle           |        |
| 30     | Max Soto Zurita      | 4              |        |
| 33     | Nicolás Muraglia     | 1–3            |        |
| 42     | Lorenzo Mauriziano   | 1–3, 5–8       |        |
| 43     | Pedro Cardoso        | Alle           |        |
| 45     | Baltazar Leguizamón  | 5–8            |        |
| 52     | Pedro Caland         | Alle           |        |
| 55     | Jorge Matos          | Alle           |        |
| 60     | Juan Manuel Casella  | Alle           |        |
| 69     | Diego Muraglia       | 1–3            |        |
| 97     | Bruna Tomaselli      | 4–8            |        |
| 99     | Daniel Duarte        | 3–7            |        |

## Rennkalender
Es gab acht Veranstaltungen auf acht verschiedenen Strecken in drei Ländern. Im Vergleich zum Vorjahr flog das Rennwochenende in Concordia aus dem Kalender, neu hinzu kamen Cascavel, Londrina und Santa Cruz do Sul aus Brasilien sowie Resistencia, Córdoba und Termas de Río Hondo aus Argentinien.
Vor Saisonbeginn wurde der Rennkalender am 9. April 2015 angepasst, dabei wurde der Saisonstart um eineinhalb Monate nach hinten verschoben. Am 27. Juli wurde bekannt gegeben, dass der Lauf in Termas de Río Hondo auf Anfang Oktober verschoben wurde; das ursprünglich zu diesem Zeitpunkt stattfindende Rennwochenende in Junín wurde abgesagt.
| Nr. | Datum         | Rennstrecke                                                      | Sieger               | Zweiter             | Dritter              | Pole-Position       | Schnellste Rennrunde |
| --- | ------------- | ---------------------------------------------------------------- | -------------------- | ------------------- | -------------------- | ------------------- | -------------------- |
| 01. | 23. Mai       | Autódromo Víctor Borrat Fabini (El Pinar)                        | Agustín Lima Capitao | Pedro Cardoso       | Diego Muraglia       | Diego Muraglia      | Agustín Lima Capitao |
| 02. | 24. Mai       | Autódromo Víctor Borrat Fabini (El Pinar)                        | Leandro Guedes       | Pedro Cardoso       | Agustín Lima Capitao |                     | Agustín Lima Capitao |
| 03. | 06. Juni      | Autódromo Internacional de Santa Cruz do Sul (Santa Cruz do Sul) | Francisco Cammarota  | Juan Manuel Casella | Diego Muraglia       | Francisco Cammarota | Juan Manuel Casella  |
| 04. | 07. Juni      | Autódromo Internacional de Santa Cruz do Sul (Santa Cruz do Sul) | Pedro Cardoso        | Francisco Cammarota | Juan Manuel Casella  |                     | Francisco Cammarota  |
| 05. | 18. Juli      | Polideportivo Ciudad de Mercedes (Mercedes)                      | Pedro Cardoso        | Juan Manuel Casella | Rodrigo Pflucker     | Juan Manuel Casella | Pedro Cardoso        |
| 06. | 19. Juli      | Polideportivo Ciudad de Mercedes (Mercedes)                      | Federico Iribarne    | Pedro Cardoso       | Juan Manuel Casella  |                     | Pedro Cardoso        |
| 07. | 15. August    | Autódromo Oscar Cabalén (Córdoba)                                | Pedro Cardoso        | Max Soto Zurita     | Juan Manuel Casella  | Max Soto Zurita     | Federico Iribarne    |
| 08. | 16. August    | Autódromo Oscar Cabalén (Córdoba)                                | Rodrigo Pflucker     | Juan Manuel Casella | Leandro Guedes       |                     | Pedro Cardoso        |
| 09. | 12. September | Autódromo Santiago Yaco Guarnieri (Resistencia)                  | Pedro Cardoso        | Federico Iribarne   | Rodrigo Pflucker     | Juan Manuel Casella | Pedro Cardoso        |
| 10. | 13. September | Autódromo Santiago Yaco Guarnieri (Resistencia)                  | Rodrigo Pflucker     | Juan Manuel Casella | Pedro Caland         |                     | Rodrigo Pflucker     |
| 11. | 03. Oktober   | Autódromo Termas de Río Hondo (Termas de Río Hondo)              | Pedro Caland         | Pedro Cardoso       | Federico Iribarne    | Pedro Caland        | Pedro Caland         |
| 12. | 03. Oktober   | Autódromo Termas de Río Hondo (Termas de Río Hondo)              | Pedro Cardoso        | Rodrigo Pflucker    | Baltazar Leguizamón  |                     | Rodrigo Pflucker     |
| 13. | 04. Oktober   | Autódromo Termas de Río Hondo (Termas de Río Hondo)              | Pedro Caland         | Baltazar Leguizamón | Juan Cruz Acosta     |                     | Juan Manuel Casella  |
| —.  | 03. Oktober   | Autódromo Eusebio Marcilla (Junín)                               | abgesagt             | abgesagt            | abgesagt             | abgesagt            | abgesagt             |
| —.  | 04. Oktober   | Autódromo Eusebio Marcilla (Junín)                               | abgesagt             | abgesagt            | abgesagt             | abgesagt            | abgesagt             |
| 14. | 07. November  | Autódromo Internacional de Cascavel (Cascavel)                   | Pedro Cardoso        | Baltazar Leguizamón | Rodrigo Pflucker     | Juan Manuel Casella | Pedro Cardoso        |
| 15. | 08. November  | Autódromo Internacional de Cascavel (Cascavel)                   | Rodrigo Pflucker     | Pedro Cardoso       | Pedro Caland         |                     | Pedro Cardoso        |
| 16. | 05. Dezember  | Autódromo Internacional Ayrton Senna (Londrina)                  | Pedro Cardoso        | Rodrigo Pflucker    | Juan Manuel Casella  | Rodrigo Pflucker    | Pedro Cardoso        |
| 17. | 06. Dezember  | Autódromo Internacional Ayrton Senna (Londrina)                  | Rodrigo Pflucker     | Baltazar Leguizamón | Juan Manuel Casella  |                     | Rodrigo Pflucker     |

## Wertung

### Punktesystem
Bei jedem Rennen bekamen die ersten zehn des Rennens 25, 18, 15, 12, 10, 8, 6, 4, 2 bzw. 1 Punkt(e). Es gab keine Punkte für die Pole-Position und die schnellste Rennrunde. Gaststarter wurden in der Fahrerwertung nicht berücksichtigt.
| Punkteverteilung | Punkteverteilung | Punkteverteilung | Punkteverteilung | Punkteverteilung | Punkteverteilung | Punkteverteilung | Punkteverteilung | Punkteverteilung | Punkteverteilung | Punkteverteilung | Punkteverteilung | Punkteverteilung |
| ---------------- | ---------------- | ---------------- | ---------------- | ---------------- | ---------------- | ---------------- | ---------------- | ---------------- | ---------------- | ---------------- | ---------------- | ---------------- |
| Platz            | 1                | 2                | 3                | 4                | 5                | 6                | 7                | 8                | 9                | 10               | PP               | SR               |
| Rennen 01 – 15   | 25               | 18               | 15               | 12               | 10               | 8                | 6                | 4                | 2                | 1                | 1                | 1                |
| Rennen 16 & 17   | 50               | 36               | 30               | 24               | 20               | 16               | 12               | 8                | 4                | 2                | –                | 1                |

### Fahrerwertung
| Pos. | Fahrer        | PNR | PNR | SCS | SCS | MRC | MRC | OCA | OCA | SYG | SYG | TRH | TRH | TRH | CAS | CAS | LON | LON | Punkte |
| Pos. | Fahrer        | R1  | R2  | R1  | R2  | R1  | R2  | R1  | R2  | R1  | R2  | R1  | R2  | R3  | R1  | R2  | R1  | R2  | Punkte |
| ---- | ------------- | --- | --- | --- | --- | --- | --- | --- | --- | --- | --- | --- | --- | --- | --- | --- | --- | --- | ------ |
| 01   | P. Cardoso    | 2   | 2   | DNF | 1   | 1   | 2   | 1   | 7   | 1   | DNF | 2   | 1   | DNF | 1   | 2   | 1   | DNS | 303    |
| 02   | R. Pflucker   | 7   | 10  | 5   | 5   | 3   | 4   | 4   | 1   | 3   | 1   | 5   | 2   | 10  | 3   | 1   | 2   | 1   | 290    |
| 03   | J. Casella    | 4   | 4   | 2   | 3   | 2   | 3   | 3   | 2   | 4   | 2   | 7   | 11  | 4   | 10  | 8   | 3   | 3   | 241    |
| 04   | P. Caland     | 5   | 6   | 6   | 6   | 5   | 5   | 6   | 5   | 5   | 3   | 1   | 6   | 1   | 6   | 3   | 8   | 5   | 208    |
| 05   | L. Guedes     | 6   | 1   | 4   | 4   | 9   | 8   | 7   | 3   | 6   | DNF | DNF | 8   | 5   | 7   | 9   | 5   | 7   | 146    |
| 06   | B. Leguizamón |     |     |     |     |     |     |     |     | 8   | 5   | 4   | 3   | 2   | 2   | 4   | DNF | 2   | 125    |
| 07   | B. Tomaselli  |     |     |     |     |     |     | 8   | 4   | 7   | 4   | DNF | 7   | 6   | 4   | 5   | 4   | 4   | 118    |
| 08   | F. Iribarne   |     |     |     |     | 6   | 1   | 5   | DNF | 2   | DNS | 3   | 4   | 9   |     |     |     |     | 91     |
| 09   | L. Mauriziano | 10  | 7   | 7   | 8   | 8   | 9   |     |     | DNF | 6   | DNF | 10  | 7   | 5   | 6   | 7   | DNF | 69     |
| 10   | D. Muraglia   | 3   | 8   | 3   | DNF | 4   | 6   |     |     |     |     |     |     |     |     |     |     |     | 55     |
| 11   | F. Cammarota  |     |     | 1   | 2   |     |     |     |     |     |     |     |     |     |     |     |     |     | 45     |
| 12   | A. Capitao    | 1   | 3   |     |     |     |     |     |     |     |     |     |     |     |     |     |     |     | 42     |
| 13   | A. Pedralli   |     |     |     |     |     |     |     |     |     |     |     |     |     | 8   | 7   | 6   | 6   | 42     |
| 14   | J. Acosta     |     |     |     |     |     |     |     |     |     |     | 6   | 5   | 3   |     |     |     |     | 33     |
| 15   | N. Muraglia   | 9   | 5   | DNF | 7   | 7   | 7   |     |     |     |     |     |     |     |     |     |     |     | 30     |
| 16   | M. Zurita     |     |     |     |     |     |     | 2   | 6   |     |     |     |     |     |     |     |     |     | 27     |
| 17   | D. Duarte     |     |     |     |     | 10  | 10  | DNF | 8   | 9   | DNF | 8   | 9   | 8   | 9   | 10  |     |     | 21     |
| 18   | J. Matos      | 8   | 9   |     |     |     |     |     |     |     |     |     |     |     |     |     |     |     | 6      |
| Pos. | Fahrer        | R1  | R2  | R1  | R2  | R1  | R2  | R1  | R2  | R1  | R2  | R1  | R2  | R3  | R1  | R2  | R1  | R2  | Punkte |
| Pos. | Fahrer        | PNR | PNR | SCS | SCS | MRC | MRC | OCA | OCA | SYG | SYG | TRH | TRH | TRH | CAS | CAS | LON | LON | Punkte |

| Legende       | Legende                        | Legende                                                              |
| Farbe         | Abkürzung                      | Bedeutung                                                            |
| ------------- | ------------------------------ | -------------------------------------------------------------------- |
| Gold          | –                              | Sieg                                                                 |
| Silber        | –                              | 2. Platz                                                             |
| Bronze        | –                              | 3. Platz                                                             |
| Grün          | –                              | 4. bis 10. Platz                                                     |
| Hellblau      | –                              | 10. Platz aufwärts (punktberechtigt)                                 |
| Blau          | –                              | Klassifiziert außerhalb der Punkteränge                              |
| Dunkelblau    | –                              | Klassifiziert innerhalb der Punkteränge aber keine Punktberechtigung |
| Violett       | DNF                            | Rennen nicht beendet (did not finish)                                |
| Violett       | NC                             | nicht klassifiziert (not classified)                                 |
| Rot           | DNQ                            | nicht qualifiziert (did not qualify)                                 |
| Rot           | DNPQ                           | in Vorqualifikation gescheitert (did not pre-qualify)                |
| Schwarz       | DSQ                            | disqualifiziert (disqualified)                                       |
| Weiß          | DNS                            | nicht am Start (did not start)                                       |
| Weiß          | WD                             | zurückgezogen (withdrawn)                                            |
| ohne          | PO                             | nur am Training teilgenommen (practiced only)                        |
| ohne          | DNP                            | nicht am Training teilgenommen (did not practice)                    |
| ohne          | INJ                            | verletzt oder krank (injured)                                        |
| ohne          | EX                             | ausgeschlossen (excluded)                                            |
| ohne          | DNA                            | nicht erschienen (did not arrive)                                    |
| ohne          | C                              | Rennen abgesagt (cancelled)                                          |
| ohne          | keine Teilnahme                |                                                                      |
| sonstige      | P/fett                         | Pole-Position                                                        |
| sonstige      | SR/kursiv                      | Schnellste Rennrunde                                                 |
| sonstige      | Q                              | Extrapunkte für Pole-Position                                        |
| sonstige      | X                              | Extrapunkte für gewonnene Positionen                                 |
| sonstige      | *                              | nicht im Ziel, aufgrund der zurückgelegten Distanz aber gewertet     |
| sonstige      | ()                             | Streichresultate                                                     |
| unterstrichen | Führender in der Gesamtwertung |                                                                      |